# 卵穗薹草
卵穗薹草（学名：Carex ovatispiculata）是莎草科薹草属的植物，是中国的特有植物。分布在中国大陆的云南、西藏东南部、湖南、陕西、四川等地，生长于海拔1,700米至3,500米的地区，一般生长在溪边以及湿地，目前尚未由人工引种栽培。